# Міша Мшвілдадзе
Міша Мшвілдадзе ((нар. 18 лютого 1975)) — грузинський режисер, сценарист, громадський активіст і продюсер. Зараз веде передачу «Раз на тиждень» на телеканалі «Формула». У 2008-2009 роках разом із Дутою Схіртладзе вів авторську програму «Ва-Банк».
Сценарист фільмів: «Що ти найбільше любиш» (2008), «Що ти найбільше любиш 2», «Їжа та секс», режисер серіалів «Друзі моєї дружини» та «Натя і Натя».